# Campionati mondiali di pugilato dilettanti 1986
I Campionati mondiali di pugilato dilettanti del 1986 (AIBA World Boxing Championships) si sono tenuti a Reno (Nevada), Stati Uniti d'America, dall'8 al 18 maggio.

## Risultati

### Pesi Minimosca
| Medaglia | Atleta             | Paese         |  |
| -------- | ------------------ | ------------- |  |
|          | Juan Torres Odelin | Cuba          |  |
|          | Luis Roman Rolon   | Porto Rico    |  |
|          | José Rodrigues     | Brasile       |  |
|          | Oh Kwang-Soo       | Corea del Sud |  |

### Pesi Mosca
| Medaglia | Atleta              | Paese     |  |
| -------- | ------------------- | --------- |  |
|          | Pedro Orlando Reyes | Cuba      |  |
|          | David Griman        | Venezuela |  |
|          | János Varadi        | Ungheria  |  |
|          | Eyüp Can            | Turchia   |  |

### Pesi Gallo
| Medaglia | Atleta          | Paese            |  |
| -------- | --------------- | ---------------- |  |
|          | Moon Sung-Kil   | Corea del Sud    |  |
|          | Rene Breitbarth | Germania Est     |  |
|          | Arnaldo Mesa    | Cuba             |  |
|          | Yuri Alexandrov | Unione Sovietica |  |

### Pesi Piuma
| Medaglia | Atleta        | Paese        |  |
| -------- | ------------- | ------------ |  |
|          | Kelcie Banks  | Stati Uniti  |  |
|          | Jesus Sollet  | Cuba         |  |
|          | Andreas Zülow | Germania Est |  |
|          | Tomasz Nowak  | Polonia      |  |

### Pesi Leggeri
| Medaglia | Atleta          | Paese            |  |
| -------- | --------------- | ---------------- |  |
|          | Adolfo Horta    | Cuba             |  |
|          | Engels Pedroza  | Venezuela        |  |
|          | Orzubek Nazarov | Unione Sovietica |  |
|          | Emil Chuprenski | Bulgaria         |  |

### Pesi Superleggeri
| Medaglia | Atleta             | Paese            |  |
| -------- | ------------------ | ---------------- |  |
|          | Vassiliy Chizhov   | Unione Sovietica |  |
|          | Howard Grant       | Canada           |  |
|          | Mirko Puzović      | Jugoslavia       |  |
|          | Borislav Abadzhiev | Bulgaria         |  |

### Pesi Welter
| Medaglia | Atleta              | Paese        |  |
| -------- | ------------------- | ------------ |  |
|          | Kenneth Gould       | Stati Uniti  |  |
|          | Candelario Duvergel | Cuba         |  |
|          | Tibor Molnár        | Ungheria     |  |
|          | Torsten Schmitz     | Germania Est |  |

### Pesi Superwelter
| Medaglia | Atleta           | Paese            |  |
| -------- | ---------------- | ---------------- |  |
|          | Angel Espinosa   | Cuba             |  |
|          | Enrico Richter   | Germania Est     |  |
|          | Manvel Avetisyan | Unione Sovietica |  |
|          | Lofti Ayed       | Svezia           |  |

### Pesi Medi
| Medaglia | Atleta         | Paese        |  |
| -------- | -------------- | ------------ |  |
|          | Darrin Allen   | Stati Uniti  |  |
|          | Henry Maske    | Germania Est |  |
|          | Julio Quintana | Cuba         |  |
|          | Henryk Petrich | Polonia      |  |

### Pesi Mediomassimi
| Medaglia | Atleta        | Paese       |  |
| -------- | ------------- | ----------- |  |
|          | Pablo Romero  | Cuba        |  |
|          | Loren Ross    | Stati Uniti |  |
|          | Damir Škaro   | Jugoslavia  |  |
|          | Deyan Kirilov | Bulgaria    |  |

### Pesi Massimi
| Medaglia | Atleta            | Paese       |  |
| -------- | ----------------- | ----------- |  |
|          | Félix Savón       | Cuba        |  |
|          | Arnold Vanderlyde | Paesi Bassi |  |
|          | Svilen Rusinov    | Bulgaria    |  |
|          | Michael Bentt     | Stati Uniti |  |

### Pesi Supermassimi
| Medaglia | Atleta              | Paese            |  |
| -------- | ------------------- | ---------------- |  |
|          | Teófilo Stevenson   | Cuba             |  |
|          | Alex Garcia         | Stati Uniti      |  |
|          | Vyacheslav Yakovlev | Unione Sovietica |  |
|          | Biagio Chianese     | Italia           |  |

## Medagliere
| Posizione | Nazione          |    |    |    | Totale |
| 1         | Cuba             | 7  | 2  | 2  | 11     |
| 2         | Stati Uniti      | 3  | 2  | 1  | 6      |
| 3         | Unione Sovietica | 1  | 0  | 5  | 6      |
| 4         | Corea del Sud    | 1  | 0  | 1  | 2      |
| 5         | Germania Est     | 0  | 3  | 1  | 4      |
| 6         | Venezuela        | 0  | 2  | 0  | 2      |
| 7         | Canada           | 0  | 1  | 0  | 1      |
| 7         | Paesi Bassi      | 0  | 1  | 0  | 1      |
| 7         | Porto Rico       | 0  | 1  | 0  | 1      |
| 10        | Bulgaria         | 0  | 0  | 4  | 4      |
| 11        | Polonia          | 0  | 0  | 2  | 2      |
| 11        | Jugoslavia       | 0  | 0  | 2  | 2      |
| 11        | Ungheria         | 0  | 0  | 2  | 1      |
| 14        | Brasile          | 0  | 0  | 1  | 1      |
| 14        | Italia           | 0  | 0  | 1  | 1      |
| 14        | Svezia           | 0  | 0  | 1  | 1      |
| 14        | Turchia          | 0  | 0  | 1  | 1      |
| Totale    | Totale           | 12 | 12 | 24 | 48     |